# Tommaso Caputo
Tommaso Caputo (17 d'octubre del 1950, Afragola, Itàlia) és un religiós, diplomàtic i teòleg italià. Fou ordenat sacerdot el 1974.
Des del 2007 fins al 2012 fou arquebisbe titular d'Otricoli i nunci apostòlic a Malta i Líbia. Des del novembre 2012 és bisbe-prelat de Pompeia i delegat pontifici del Santuari de la Mare de Déu del Rosari de Pompeia. El setembre 2019 va ser nomenat assessor de l'Orde del Sant Sepulcre, com a successor de Giuseppe Lazzarotto.